# Małgorzata Widomska
Małgorzata Widomska (ur. 1978 w Sochaczewie) – polska malarka i wykładowczyni akademicka.

## Życiorys
Małgorzata Widomska jest absolwentką Akademii Sztuk Pięknych w Gdańsku, gdzie w 2003 uzyskała dyplom z wyróżnieniem w pracowni malarstwa prof. Mieta Olszewskiego; aneks w pracowni tkaniny i sitodruku dr Aleksandra Widyńskiego. 
W 2013 roku uzyskała tytuł doktora sztuki na Akademii Sztuk Pięknych im. Jana Matejki w Krakowie, tytuł pracy doktorskiej „Pozór mojej obecności” prof. Adam Brincken.
Jako artystka zajmuje się malarstwem, instalacją malarską, rysunkiem oraz pisaniem o sztuce. Okazjonalnie jest także kuratorką wystaw. 
W 2006 została laureatką II Nagrody na Biennale Malarstwa „Ogrody” zorganizowanym w Galerii BWA na Zamku Książ w Wałbrzychu. 
W 2024 była nominowana do Nagrody im. Kazimierza Ostrowskiego za wybitne osiągnięcia w dziedzinie malarstwa. 
Jako wykładowczyni akademicka współpracowała z Instytutem Edukacji Artystycznej Akademii Pedagogiki Specjalnej w Warszawie, gdzie prowadziła zajęcia w pracowniach rysunku, malarstwa oraz wykłady monograficzne. 
Obecnie jest wykładowczynią na Akademii Sztuk Pięknych w Katowicach. 
Współzałożycielka kolektywu Inne Towarzystwo (razem z: Wojtkiem Gilewiczem, Agatą Groszek, Bartoszem Kokosińskim, Moniką Mamzetą, Katarzyną Sobczuk), który bardzo aktywnie animuje pozainstytucjonalną scenę sztuki.
Jej bratem jest artysta Michał Bugalski zajmujący się fotografią.

O swoim malarstwie mówi: 
„Obraz nie jest czystą abstrakcją. Nie bawię się jedynie formą. Wszystkie moje prace opierają się na tym, że mam z tyłu głowy konkretną historię, która najczęściej dotyczy przeszłości i jakiegoś silnego osobistego przeżycia. Zauważam, że mogę to doświadczenie dobrze przepracować w języku abstrakcji. Tworzenie figuratywne, będąc opisem, może skutecznie przywołać obraz – wspomnienie, ale dopiero abstrakcja pozwala mi na przywołanie uczucia z przeszłości. Uważam, że kontynuacja doświadczenia jest bardziej rzeczywista w abstrakcji.”
Mieszka i pracuje w Warszawie.  

## Wybrane wstawy

### Wystawy indywidualne
- 2023: Barwy pogody, Galeria 35a x Galeria Śmierć Człowieka, Warszawa; The Wave is the Sea (Fala jest morzem); Galeria Piekary, Poznań,
- 2022: Szkoła, basen, dom, niebo nad Ukrainą, Białobrzeska 7, Warszawa; Harmonious Transition, Galeria APS, Warszawa
- 2016: Un Petit Mort, Różnia, Warszawa
- 2014: Miejsce, Żak Gallery, Gdańsk; Aesthetics of Memory, Muzeum Ziemi Sochaczewskiej, Sochaczew
- 2013: The Semblance of My Presence, Galeria Floriańska 22, Kraków
- 2012: Ustało wszystko, Galeria Piętro Wyżej, Centrum Kultury Katowice (wspólnie z bratem Michałem Bugalskim)[8]
- 2009: Moja matka zniknęła, Lamelli Gallery, Kraków

### Wystawy zbiorowe
- 2025: Martwa natura, Galeria Art Walk, Warszawa[10]; Sen o doskonałości (wspólnie z Michałem Bratko), Galeria Widna, Kraków[11]
- 2024: Układ sił (wspólnie z Inne Towarzystwo: Wojciech Gilewicz, Agata Groszek, Bartosz Kokosiński, Monika Mamzeta, Katarzyna Sobczuk, Małgorzata Widomska oraz Marta Szulc, Monika Waraxa), Muzeum w Stawisku, Brwinów[12]; Egzamin dojrzałości, Galeria Śmierć Człowieka, Inne Towarzystwo, Warszawa[4]; Marmury i Lustra (wspólnie z Michałem Bugalskim), Galeria Pani Domu, Poznań; I Intertwine Your Fingers with Mine (wspólnie z Alicją Bielawską), Galeria Śmierć Człowieka, Warszawa[13]
- 2023: Window shopper (wspólnie z Suwon Lee), Kravitz Contemporary, London
- 2022: Kolekcja, Inne Towarzystwo, Warszawa; Z rodziną, Inne Towarzystwo, Warszawa
- 2017: Jaskinia (wspólnie z Michałem Bugalskim), Galeria lokal_30, Warszawa
- 2016: Pathosformeln (wspólnie z Michałem Bugalskim), Galeria Piekary, Poznań
- 2014: Konkurs Leona Wyczółkowskiego, Galeria Miejska BWA Bydgoszcz
- 2011: Dotyk, Galeria Klimy Bocheńskiej, Warszawa
- 2007: Ogrody, BWA Jelenia Góra
- 2006: Ogrody, BWA Wałbrzych – Zamek Książ
- 2005: Wstępowanie, Hanki Sawickiej 1, Sochaczew
- 2004: Malarnia, Muzeum Ziemi Sochaczewskiej, Sochaczew
- 2003: Naturalnie natura, Gdańskie Centrum Kultury, Gdańsk
- 2000: Teoria materii, budynek ASP w Wilnie, Litwa